# 푸드테크
푸드테크(Food Tech)는 히스토리 채널의 TV 시리즈로, 농업부터 식품 가공까지 식품 제조 과정을 다루고 있다. 바비 보그너(Bobby Bognar)가 사회를 맡았다. 각 에피소드는 멕시코 음식, 아침 식사, 호텔 뷔페 등 다양한 유형이나 스타일의 식사에 초점을 맞췄다.

## 에피소드
| #  | 에피소드 타이틀          | 첫 방영일       |
| -- | ------------------------ | --------------- |
| 01 | "Cheeseburger and fries" | 2010년 1월 21일 |
| 02 | "Chinese take-out"       | 2010년 1월 28일 |
| 03 | "Lunch box"              | 2010년 2월 4일  |
| 04 | "Mexican"                | 2010년 2월 11일 |
| 05 | "Southern fried"         | 2010년 2월 18일 |
| 06 | "Breakfast"              | 2010년 3월 4일  |
| 07 | "Italian dinner"         | 2010년 3월 11일 |
| 08 | "Buffet"                 | 2010년 3월 18일 |
| 09 | "Pizza"                  | 2010년 3월 25일 |
| 10 | "Ball park"              | 2010년 4월 1일  |